# Campionat del món de ciclisme en pista de 1992
El Campionat Mundial de Ciclisme en Pista de 1992 es va celebrar a València (País Valencià) a l'agost de 1992. Les competicions es van celebrar al Palau Velòdrom Lluís Puig de València. En total només es va competir en 8 disciplines, 7 de masculines i 1 de femenines, a causa de coincidir amb els Jocs Olímpics de Barcelona.

## Resultats

### Masculí

#### Professional
| Prova                 | Or                           | Argent                       | Bronze                              |
| Velocitat individual  | Michael Hübner · Alemanya    | Frédéric Magné · França      | Erik Schoefs · Bèlgica              |
| Persecució individual | Mike McCarthy · Estats Units | Shaun Wallace · Regne Unit   | Artūras Kasputis · Lituània         |
| Cursa per punts       | Bruno Risi · Suïssa ·        | Jonas Romanovas · Lituània · | Juan Esteban Curuchet · Argentina · |
| Keirin                | Michael Hübner · Alemanya    | Stephen Pate · Austràlia     | Frédéric Magné · França             |
| Darrere moto          | Peter Steiger · Suïssa       | Jens Veggerby · Dinamarca    | Antonio Fanelli · Itàlia            |

#### Amateur
| Prova        | Or                                          | Argent                                        | Bronze                                |
| Tàndem       | Itàlia · Federico Paris · Gianluca Capitano | Txecoslovàquia · Ľubomír Hargaš · Pavel Buráň | Austràlia · Anthony Peden · David Dew |
| Darrere moto | Carsten Podlesch · Alemanya                 | David Solari · Itàlia                         | Roland Königshofer · Àustria          |

### Femení
| Prova           | Or                               | Argent                  | Bronze                        |
| Cursa per punts | Ingrid Haringa · Països Baixos · | Barbara Ganz · Suïssa · | Janie Eickhoff · Estats Units |

## Medaller
| Pos. | País           | Or | Plata | Bronze | Total |
| 1    | Alemanya       | 3  | 0     | 0      | 3     |
| 2    | Suïssa         | 2  | 1     | 0      | 3     |
| 3    | Itàlia         | 1  | 1     | 1      | 3     |
| 4    | Estats Units   | 1  | 0     | 1      | 2     |
| 5    | Països Baixos  | 1  | 0     | 0      | 1     |
| 6    | Austràlia      | 0  | 1     | 1      | 2     |
| 6    | França         | 0  | 1     | 1      | 2     |
| 6    | Lituània       | 0  | 1     | 1      | 2     |
| 9    | Dinamarca      | 0  | 1     | 0      | 1     |
| 9    | Regne Unit     | 0  | 1     | 0      | 1     |
| 9    | Txecoslovàquia | 0  | 1     | 0      | 1     |
| 12   | Argentina      | 0  | 0     | 1      | 1     |
| 12   | Àustria        | 0  | 0     | 1      | 1     |
| 12   | Bèlgica        | 0  | 0     | 1      | 1     |
|      | TOTAL          | 8  | 8     | 8      | 24    |